# All Yours (Astro)
All Yours è il secondo album in studio in lingua coreana della boy band sudcoreana Astro, pubblicato nel 2021.

## Tracce
1. Dear My Universe – 3:02
2. Butterfly Effect – 3:34
3. One – 3:16
4. Someone Else – 3:17
5. SNS – 3:03
6. All Good – 3:25
7. All Stars – 2:59
8. Our Spring (우리의 계절) – 3:47
9. Stardust – 3:26
10. Gemini (별비) – 4:10

## Formazione
- MJ
- Jinjin
- Cha Eun-woo
- Moon Bin
- Rocky
- Yoon San-ha